# Place des Martyrs (Beyrouth)
Pour les articles homonymes, voir Place des Martyrs.
La place des Martyrs (en arabe : ساحة الشهداء, Sāḥāt ash-Shuhadāʾ ; également appelée place al-Bourj, et place des Canons) est la place centrale de Beyrouth, la capitale du Liban.

## Situation et accès
Elle est entourée par la rue Bachyr-Gemayel, la rue Weygand, rue Béchara-El-Khoury, rue El-Shouhada

## Origine du nom
Elle porte ce nom en souvenir des nationalistes libanais pendus par les Ottomans de Djemal Pacha, le gouverneur turc le 6 mai 1916. La statue de bronze qui occupe le centre de la place rappelle aussi cet événement. La place est un des lieux de mémoire importants au Liban.

La statue des Martyrs.

## Historique

### Les jardins de Fakhr al-Din
Au début du XVIIe siècle, l'émir Fakhr al-Din (Fakhreddine), qui régnait sur les montagnes du Chouf, doit s'exiler en Toscane pendant une période de répression ottomane. À son retour, il fait construire à cet endroit un palais de style toscan muni d'une tour (qui avec le fort du bord de mer, assurait la défense de la ville jusqu'au XIXe siècle) qui donne à la place son premier nom : elle est alors connue sous le nom de « place de la Tour » (ساحة البرج) ou « jardins de Fakhr al-Din ». Les pierres utilisées pour le palais ayant toutes été prises à ses ennemis, certains d'entre eux revinrent pour se venger et détruisirent le palais.

### La place des Canons
Le 23 juin 1772, un navire russe envoyé par la tsarine Catherine II, contenant des canons pour lutter contre l'occupant ottoman, débarque à Beyrouth. Cet épisode se situe au moment de la guerre russo-turque de 1768-1774. Catherine II de Russie est prête à soutenir tout ennemi des Ottomans ; au Liban, l'émir druze Youssef Chehab (1770-1790) aspire à s'émanciper de la tutelle ottomane et fait alliance avec la tsarine,. En juin 1772, la flotte russe bombarde le port de Beyrouth pendant cinq jours ; 500 boulets auraient été tirés sur la ville. Les Russes occupent la ville, la ravagent, volent les biens précieux qu'ils y trouvent. Un autre épisode de bombardement russe, similaire a lieu en août 1773, dans l'objectif de reprendre Beyrouth au gouverneur ottoman Djezzar Pacha. La ville est assiégée pendant deux mois, jusqu'à la capitulation du gouverneur ottoman. Beyrouth reste au pouvoir des Russes jusqu'en février 1774, moment où Russes et Turcs signent le traité de Koutchouk-Kaïnardji.
Les troupes de Catherine II ayant débarqué un grand canon sur la place centrale, les habitants l'ont nommée «place du Canon».

### La place des Martyrs
Durant la Première Guerre mondiale, le Liban est sous domination ottomane. Les Alliés, Français et Britanniques, ennemis des Ottomans, instaurent en 1915 un blocus maritime sur les côtes libanaises et syriennes, pour affaiblir l'effort de guerre ottoman, mais ce blocus prive de nourriture les habitants du Mont Liban. De plus, les récoltes déjà dévastées par une invasion de sauterelles sont réquisitionnées par les Turcs. La famine et les maladies font de nombreuses victimes et des velléités de soulèvement sont encouragées par les Français. Les Ottomans réagissent violemment : le 6 mai 1916, le gouverneur Djemal Pacha ordonne la pendaison de six nationalistes libanais pour mater l'insurrection. Ce sont eux que la mémoire collective appelle «martyrs». Ils ont été identifiés comme rebelles par les autorités ottomanes à la suite d'une imprudence du diplomate français François Georges-Picot, qui avait laissé dans l'ambassade à Beyrouth les noms de ses contacts libanais, des opposants au pouvoir. La place prend le nom de «place des Martyrs» en 1931, en hommage à ces nationalistes condamnés à mort[réf. à confirmer]. Des spécialistes ont souligné au début des années 2010 l'étrangeté du choix de ce nom de «place des Martyrs» en référence à 21 personnes exécutées en 1916, alors qu'aucun lieu ne commémore la Grande famine du Mont-Liban (1915-1918) qui à la même époque tue 150 000 Libanais ,. En 2018 un mémorial de la Grande famine a été érigé en hommage aux victimes de cette tragédie.
Durant le mandat français la place devient un «lieu d’opposition culturelle et identitaire populaire».

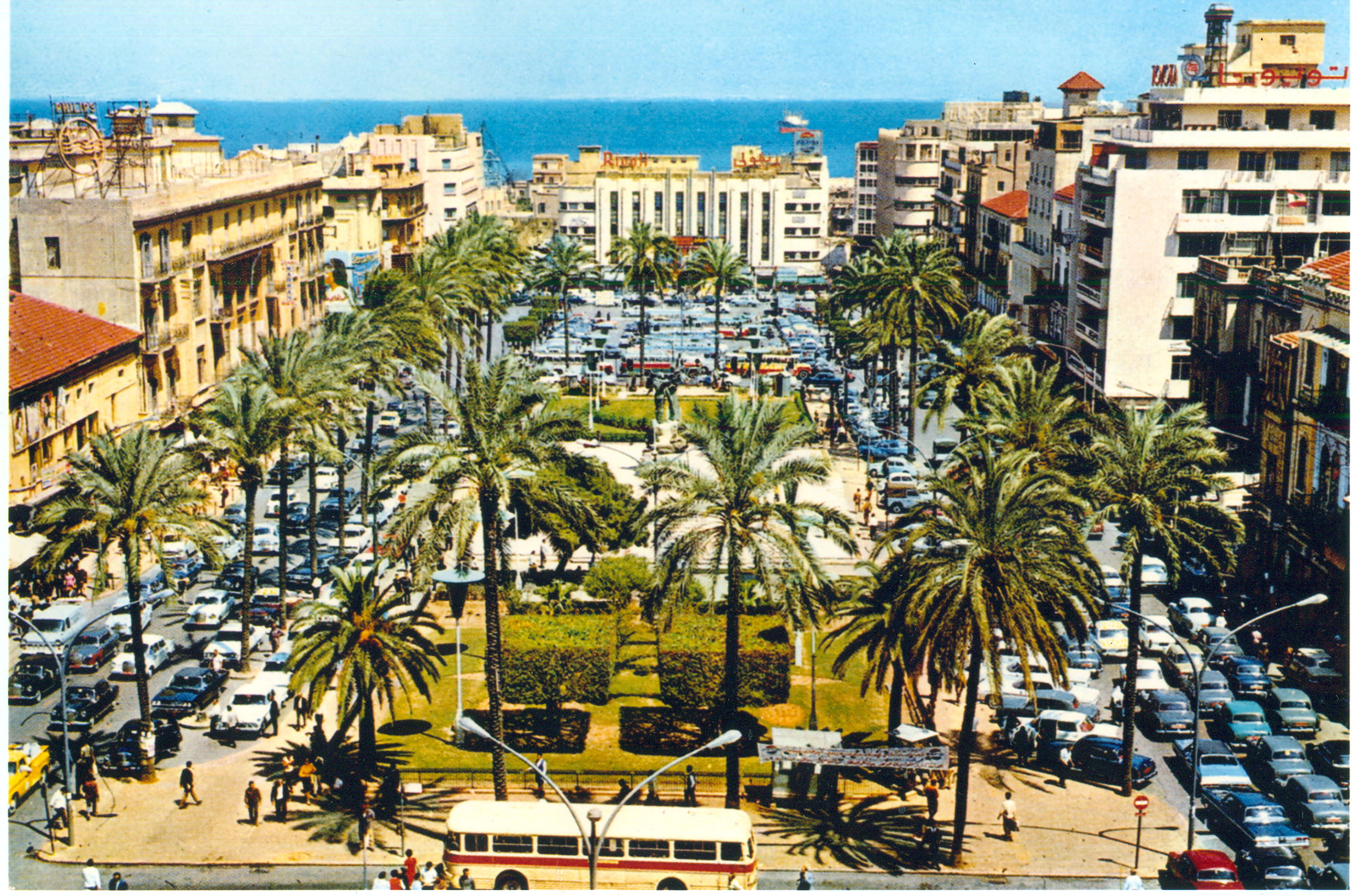
La place des Martyrs au milieu des années 1960.

Au milieu du XXe siècle, il s'agit d'une place très fréquentée, comptant cafés, hôtels, restaurants, cinéma.
Pendant la guerre du Liban, la place est devenue un symbole de Beyrouth meurtrie (c'est là d'où partait la ligne de démarcation qui divisait la capitale entre 1975 et 1990). Ainsi, l'opéra, devenu un magasin Virgin Megastore, est le seul monument qui soit resté debout. La grande statue de bronze, criblée de balles, est un symbole de la destruction du centre-ville de Beyrouth pendant cette période. C'est la société privée Solidare qui est chargée de reconstruire la place à la sortie de la guerre, travaux qui voient la destruction quasi complète des anciens édifices au lieu de leur rénovation, dont le poste de police (qui datait de l'époque ottomane) et le cinéma Rivoli (bâti dans les années 1950 à la place du Petit Sérail, le siège du pouvoir ottoman au début du siècle), avec l'idée d'ouvrir la place sur la mer et de mettre en valeur des vestiges archéologiques phéniciens. Si certains nouveaux bâtiments sont sortis de terre, comme la mosquée Mohammed al-Amine, l'agencement de la place reste assez anarchique, des terrains vierges succédant aux parkings provisoires et les projets initiaux restent à l'état d'ébauche, donnant une image de « plaie béante au cœur de la capitale, dont le tissu urbain n'a pas encore cicatrisé ».

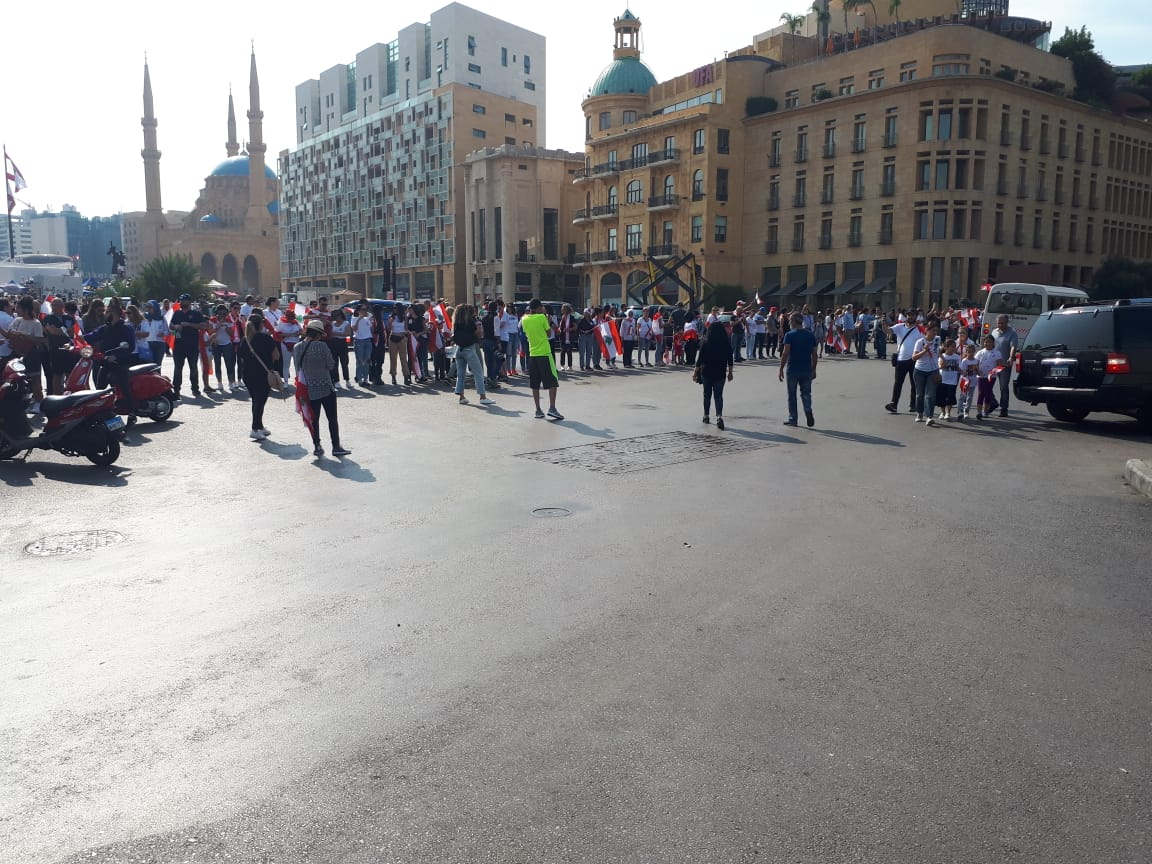
Manifestation en octobre 2019.

À l'ouest de la place, un mausolée rend hommage au Premier ministre Rafiq Hariri, assassiné en 2005.
La place est le lieu de manifestations d'ampleur contre l'incurie gouvernementale à partir d'octobre 2019 et ce pendant plusieurs semaines. Celle du 8 août 2020 (après les explosions du 4 août) provoque près de deux cents blessés.

## Bâtiments remarquables et lieux de mémoire

Le monument à la place des martyrs du sculpteur italien Marino Mazzacurati…
… a été inauguré en 1960.
Il commémore la pendaison d'un groupe interconfessionnel de patriotes libanais…
… qui avaient osé parler contre le chef militaire ottoman Djemal Pacha en 1916.
Il a été décidé de garder les traces de la guerre civile libanaise comme rappel du passé.
Statue des martyrs pendant la guerre de 1982.